# NGC 533
NGC 533 là một thiên hà elip trong chòm sao Kình Ngư, được William Herschel phát hiện vào ngày 8 tháng 10 năm 1785.